# Bolesław Konorski
Bolesław Marian Konorski (ur. 14 kwietnia 1892 w Łodzi, zm. 12 lutego 1986 tamże) – polski inżynier elektrotechnik, rektor Politechniki Łódzkiej w latach 1952–1953.

## Życiorys
Urodził się w rodzinie Maksymiliana, lekarza, i Anny z Kaleckich. Miał dwie siostry. W 1911 roku rozpoczął studia na Wydziale Elektrycznym Politechniki w Darmstadcie, które kontynuował na Politechnice Wiedeńskiej (ukończone w roku 1918). W roku 1920 ożenił się z Łucją Weiss, z którą miał syna Andrzeja (ur. 1922) i córkę Marię Joannę (1926–2018). Od 1922 roku pracował w Zakładach Wyrobów Bawełnianych „Wola” w Warszawie. Od 1931 roku był członkiem i czynnym działaczem SEP. Był autorem i redaktorem wielu wydań „Kalendarzyka Elektrotechnicznego” (1933–1938).
We wrześniu 1939 roku po zajęciu fabryki „Wola” przez Niemców zrezygnował z zajmowanego stanowiska dyrektora technicznego. II wojnę światową wraz z rodziną spędził w Zalesiu Dolnym, Warszawie i Jeziornie. Zarabiał na utrzymanie udzielając prywatnych lekcji na tajnych kompletach z matematyki i fizyki, m.in. w gimnazjum i liceum Królowej Jadwigi w Skolimowie.
Po wyzwoleniu, od marca 1945 roku pracował jako naczelnik wydziału w Departamencie Energetycznym Ministerstwa Przemysłu. W 1945 roku podjął pracę w Politechnice Łódzkiej, gdzie wniósł duży wkład w organizację procesu dydaktycznego dla elektryków. Był założycielem, a następnie kierownikiem Katedry Podstaw Elektrotechniki. W 1946 roku został profesorem nadzwyczajnym, a w 1947 roku obronił pracę doktorską. W latach 1948–1952 pełnił funkcję prorektora, a w latach 1952–1953 rektora Politechniki Łódzkiej. W latach 1947–1948 był członkiem PPR, a w latach 1948–1978 należał do PZPR. W 1956 roku otrzymał tytuł profesora zwyczajnego. W roku 1962 przeszedł na emeryturę.
Opublikował blisko 100 prac naukowych z dziedziny elektrotechniki teoretycznej, w których m.in. uogólnił prawo Coulomba, a także uściślił i rozszerzył pojęcie pojemności cząstkowych w liniach elektroenergetycznych. Napisana przez niego czterotomowa monografia z podstaw elektrotechniki i elektrotechniki teoretycznej była pierwszym w powojennej Polsce podręcznikiem akademickim w tej dziedzinie. Wydał książkę poświęconą elementom teorii względności oraz relatywistycznej mechaniki i elektrodynamiki. 
Był współzałożycielem i członkiem honorowym (od 1964) Polskiego Towarzystwa Elektrotechniki Teoretycznej i Stosowanej, członkiem Rady Naukowej Instytutu Podstawowych Problemów Techniki PAN oraz członkiem Łódzkiego Towarzystwa Naukowego. W latach 1952–1957 był członkiem Centralnej Komisji Kwalifikacyjnej. W październiku 1979 roku został członkiem Towarzystwa Kursów Naukowych.
W 1953 roku za prace w dziedzinie elektrotechniki teoretycznej i nomografii otrzymał Nagrodę Państwową II stopnia w dziale nauki, a w 1956 – indywidualną nagrodę I stopnia Ministra Szkolnictwa Wyższego.
Zmarł w Łodzi, pochowany na cmentarzu komunalnym Doły (kwatera XIII-11-4).

## Ordery i odznaczenia
- Krzyż Kawalerski Orderu Odrodzenia Polski (30 września 1952)[7]
- Medal 10-lecia Polski Ludowej (15 stycznia 1955)[8][3]
- Honorowa Odznaka Miasta Łodzi[9]

## Upamiętnienie
W „Galerii pamięci” Wydziału Elektrotechniki, Elektroniki, Informatyki i Automatyki Politechniki Łódzkiej znajduje się tablica poświęcona prof. Bolesławowi Konorskiemu. 